# The Sceptre of Deception
The Sceptre of Deception är det svenska power metal-bandet Falconers tredje album, utgivet 2003. Albumet är det första med Kristoffer Göbel som sångare. Låttexterna är baserade på striden om kungamakten i Sverige mellan Magnus Ladulås söner och har med historiska inslag som Håtunaleken (Night of Infamy) och Nyköpings gästabud (The Sceptre of Deception).

## Låtlista
1. "The Coronation" - 4:38
2. "The Trail of Flames" - 5:21
3. "Under the Sword" - 3:43
4. "Night of Infamy" - 5:59
5. "Hooves over Northland" - 4:08
6. "Pledge for Freedom" - 3:50
7. "Ravenhair" - 5:03
8. "The Sceptre of Deception" - 7:58
9. "Hear Me Pray" - 4:22
10. "Child of Innocence" - 0:58
11. "The Gate" - -:-- (bonus)